# Sean Penn
Sean Justin Penn (Santa Monica, 17 augustus 1960) is een Amerikaanse acteur en regisseur. Hij won in 2004 een Oscar voor zijn hoofdrol in Mystic River, na drie keer eerder genomineerd te zijn geweest. In 2009 won hij nogmaals een Oscar, voor Milk. Penn is tevens goed voor meer dan 45 andere filmprijzen, waaronder een Zilveren Beer (voor Dead Man Walking) en een Golden Globe (voor Mystic River).

## Biografie
Penn is zoon van regisseur Leo Penn, die gedurende het bewind van McCarthy op een zwarte lijst stond omdat hij weigerde te getuigen. Hij heeft twee broers: acteur Chris Penn (1965-2006) en muzikant Michael Penn. Penns moeder is actrice Eileen Ryan, te zien in de rol van grootmoeder in de film At Close Range.
Penn begon zijn carrière als Spicolli in de film Fast Times at Ridgemont High en verscheen sindsdien in meer dan veertig films. Hij kreeg tweemaal de Oscar voor de beste mannelijke hoofdrol van het jaar. De eerste won hij in 2003 voor de film Mystic River, de tweede in 2009 voor zijn rol als homorechtenactivist Harvey Milk in de gelijknamige film Milk. Hij werd nog drie keer eerder genomineerd voor een Oscar in dezelfde categorie, voor zijn vertolkingen in I Am Sam, Sweet and Lowdown en Dead Man Walking.
Zanger Eddie Vedder (bekend van Pearl Jam), die met Penn bevriend is, schreef voor enkele films waarin Penn acteerde of die door hem werden geregisseerd, soundtracks (waaronder Dead Man Walking, Into the Wild, I Am Sam).
In maart 2018 publiceerde Atria Books Penn's roman Bob Honey Who Just Do Stuff.'

## Maatschappelijk engagement
Penn was een militant tegenstander van de Irakoorlog. Tevens steunt hij Sea Shepherd en maakt hij deel uit van de adviesraad van deze organisatie.

## Privéleven
Penn was verloofd met actrice Elizabeth McGovern, in 1984 zijn tegenspeelster in Racing with the Moon. Hij trouwde met zangeres Madonna in 1985 en scheidde in 1989 van haar. Vervolgens begon hij een relatie met actrice Robin Wright, met wie hij in 1991 dochter Dylan en in 1993 zoon
Hopper kreeg en in 1996 trouwde. In december 2007 volgde een scheidingsaanvraag, en deze werd in 2009 definitief. Sindsdien had Penn relaties met onder anderen de actrices Scarlett Johansson en Charlize Theron. In 2016 kreeg hij een relatie met de Australische actrice Leila George, waarmee hij in juli 2020 trouwde. Eind 2021 vroeg zij echtscheiding aan.
Penn woont in Malibu.

## Filmografie

### Acteur
- 1981 - Taps
- 1981 - The Killing of Randy Webster (televisiefilm)
- 1982 - Fast Times at Ridgemont High
- 1983 - Summerspell
- 1983 - Bad Boys
- 1984 - Crackers
- 1984 - Racing with the Moon
- 1985 - The Falcon and the Snowman
- 1986 - At Close Range
- 1986 - Shanghai Surprise
- 1988 - Colors
- 1988 - Judgment in Berlin
- 1989 - We're No Angels
- 1989 - Casualties of War
- 1990 - Cool Blue
- 1990 - State of Grace
- 1992 - Cruise Control
- 1993 - Carlito's Way
- 1995 - Dead Man Walking
- 1997 - Loved
- 1997 - She's So Lovely
- 1997 - Hugo Pool
- 1997 - U Turn
- 1997 - The Game
- 1998 - Hurlyburly
- 1998 - The Thin Red Line
- 1999 - Sweet and Lowdown
- 2000 - The Weight of Water
- 2000 - Up at the Villa
- 2000 - Before Night Falls
- 2000 - The Beaver Trilogy
- 2001 - I Am Sam
- 2003 - It's All About Love
- 2003 - Mystic River
- 2003 - 21 Grams
- 2004 - The Assassination of Richard Nixon
- 2005 - The Interpreter
- 2006 - All the King's Men
- 2007 - Persepolis
- 2008 - Milk
- 2008 - Witch Hunt
- 2010 - Fair Game
- 2011 - The Tree of Life
- 2011 - This Must Be the Place
- 2013 - Gangster Squad
- 2013 - The Secret Life of Walter Mitty
- 2015 - The Gunman
- 2019 - The Professor and the Madman
- 2021 - Licorice Pizza
- 2023 - Black Flies a.k.a.  Asphalt City

### Regisseur
- 1991 - The Indian Runner
- 1995 - The Crossing Guard
- 2001 - The Pledge
- 2007 - Into The Wild
- 2016 - The Last Face